# Osterholz (Quartier)
Das Wuppertaler Wohnquartier Osterholz ist eines von neun Quartieren des Stadtbezirks Vohwinkel. Namensgebend ist das dort befindliche Waldgebiet Osterholz im Westen Wuppertals.

## Geographie
Das 1,96 km² große Wohnquartier ist spärlich besiedelt und weist nur im Osten mit der Siedlung an der Straße Zur Waldkampfbahn eine geschlossene Bebauung mit Ein- und Mehrfamilienhäusern auf. Trotz seines Namens ist das Wohnquartier darüber hinaus ländlich geprägt. Nur ein sehr kleiner Teil des Waldgebietes Osterholz liegt im Wohnquartier, davon wurde ein Großteil als Naturschutzgebiet Krutscheid unter Schutz gestellt. Wichtigstes Gewässer ist der Krudtscheider Bach.
Das Wohnquartier grenzt im Norden an das Wohnquartier Schöller-Dornap, im Osten an die Bahnstrecke Wuppertal-Vohwinkel–Essen-Überruhr, im Süden an die Bahnstrecke Düsseldorf–Elberfeld und im Westen an Gruiten (Stadt Haan).
Neben den beiden Hauptsiedlungen gehören die Höfe Alt-Derken und Schrotzberg zu dem Wohnquartier. Auf dem Gelände des alten Hofs Simonshöfchen wurden ein Gewerbegebiet und die JVA Simonshöfchen errichtet.